# Tripping Daisy
Tripping Daisy was een Amerikaanse (psychedelische) rockband uit Dallas, in 1990 opgericht door gitarist en zanger Tim DeLaughter, gitarist Wes Berggren, bassist Mark Pirro en drummer Jeff Bouck.

## Geschiedenis
Na een aantal lokale optredens kwam de eerste single "Lost and Found" uit, waarna de band al snel het eerste album uitbracht, Bill, op het onafhankelijke label Dragon Street Records. Dit album kreeg veel airplay op radiostations in Dallas. De sound op Bill werd gekenmerkt door het veelvuldig gebruik van vocale effecten en onconventionele gitaarriffs, waardoor een neo-psychedelische sound ontstond.
In 1994 kwam het live-album Get It On uit, met onder meer een cover van "We're Only Gonna Die" van Bad Religion.
Tripping Daisy kon vervolgens tekenen bij Island Records, en brak commercieel door met het album I Am an Elastic Firecracker. De video voor het nummer "I Got a Girl" kwam veelvuldig op MTV.
Het derde album, Jesus Hits Like the Atom Bomb, was een mengeling van creativiteit en experimentalisme in diverse stijlen. DeLaughter vond de band op deze plaat op zijn best.
Op 27 oktober 1999 werd Wes Berggren dood aangetroffen in zijn appartement. De doodsoorzaak was een drugsoverdosis (cocaïne, dextropropoxyfeen en benzodiazepine). Na diens dood annuleerde de band alle optredens, maar maakte nog wel het album Tripping Daisy af. Hierop speelde de vader van Berggren, Don, elektrische piano in de song "Soothing Jubilee".
Op 14 december 1999 werd Tripping Daisy officieel opgeheven.
Tim DeLaughter, Mark Pirro, Bryan Wakeland en Jeff Bouck formeerden daarna de symfonische popgroep The Polyphonic Spree. Ben Curtis kwam terecht bij The Secret Machines en later bij School of Seven Bells. Curtis overleed op 29 december 2013 aan kanker.
In 2017 begon Tripping Daisy weer op te treden.

## Discografie

### Albums
- 1992 - Bill
- 1995 - I Am an Elastic Firecracker
- 1998 - Jesus Hits Like the Atom Bomb
- 2000 - Tripping Daisy

### Ep's
- 1994 - Get It On - Live
- 1997 - Time Capsule
- 1999 -  The Tops Off Our Head

### Singles
- 1993 - "My Umbrella"
- 1995 - "I Got a Girl"
- 1995 - "Piranha"
- 1999 - "Bedhead" (split 7" met Centro-matic)